# Microsoft Windows XP
Windows XP er en linje af operativsystemer udviklet af Microsoft til brug på generelt brugte computersystemer, hvilket inkluderer hjemme- og arbejdscomputere, bærbare og håndholde computere, og mediecentre. Bogstaverne "XP" står for eXPerience. Den havde kodenavnet "Whistler", efter Whistler i British Columbia, hvor mange af Microsofts ansatte stod på ski ved Whistler-Blackcomb ski området under dets udvikling. Windows XP er efterfølgeren til både Windows 2000 og Windows Me, og er det første forbrugerorienterede operativsystem udviklet af Microsoft, som er blevet bygget på Windows NT's kerne og arkitektur. Windows XP blev først udgivet 25. oktober 2001, og over 400 millioner kopier var i brug i januar 2006 ifølge beregninger fra den måned af International Data Corporation (IDC) analyser. Det blev efterfulgt af Windows Vista, som blev udgivet til "volume license" kunder 8. november 2006, og over resten af verden til offentligheden 30. januar 2007.
Windows XP med Service Pack 3 overgik til forlænget support 14. april 2009. Den forlængede supportperiode udløb 8. april 2014, hvilket vil sige at Microsoft ikke længere understøtter styresystemet eller udsender opdateringer til det. Den forlængede supportperiode til Windows XP Embedded udløb den 12. januar 2016.
De mest anvendte versioner af operativsystemet er Window XP Home Edition, som henvender sig til hjemmebrug, og Windows XP Professional, som har ekstra funktioner så som understøttelse af Windows Server Domains og to fysiske processorer, og henvender sig til avancerede brugere og firmaer. Windows XP Media Center Edition har ekstra multimedie funktioner der giver mulighed for at se og optage TV shows, se DVD film og høre musik. Windows Tablet PC Edition er designet til brug med tablet-pc'er. To separate 64-bit versioner af Windows XP blev også udgivet; Windows XP 64-bit Edition til IA-64 (Itanium) processorer og Windows XP Professional x64 Edition til x84-64.
Windows XP er kendt for dets øgede sikkerhed og effektivitet i forhold til 9x versioner af Microsoft Windows. Det indeholder en meget ændret grafisk brugerflade, en forandring Microsoft reklamerede med som mere brugervenlig end forrige versioner af Windows. Ny softwarehåndtering blev introduceret for at undgå problemerne med DLL som plagede de tidligere 9x versioner af Windows. Det er også den første version af Windows, som bruger produktaktivering i et forsøg på at gå mod hjemmelavet kopiering. Windows XP er også blevet kritiseret af nogle brugere for at have sikkerhedsproblemer, tilknyttet integration af Internet Explorer og Windows Media Player, og for dele af dets generelle brugerflade.
Windows XP havde været under udvikling siden 1999, da Microsoft startede med at arbejde på Windows Neptune, et operativsystem som var ment til at blive "Home Edition" af Windows 2000 Professional. Det blev aflyst og blev derefter til Whistler, som senere blev til Windows XP.

## Udgaver
- Windows XP Home Edition
- Windows XP Professional
- Windows XP Starter Edition – For brug i udviklingsland
- Windows XP Media Center – For specielle medie-PC'er
- Windows XP Tablet PC – For håndholdte maskiner
- Windows XP Embedded – For brug i forbrugerelektronik
- Windows XP Embedded POSReady 2009 Samme som ovenfor
- Windows XP Professional x64 – For brug med 64-bit processorer
- Windows XP Home N – Har som følge af EU ikke Windows Media Player installeret
- Windows XP Professional N – Samme som ovenfor

## Systemkrav
Systemkravene for Windows XP Home og Professional Edition er følgende:
|                           | Minimum                                              | Anbefalet                                    |
| ------------------------- | ---------------------------------------------------- | -------------------------------------------- |
| Processor                 | 233 MHz                                              | 300 MHz eller mere                           |
| Hukommelse                | 64 MB RAM (kan begrænse ydeevne og nogle funktioner) | 128 MB RAM eller mere                        |
| Skærmkort og skærm        | Super VGA (800 x 600)                                | Super VGA (800 x 600) eller højere opløsning |
| Ledig plads på harddisken | 1.5 GB                                               | 1.5 GB eller mere                            |
| Drev                      | CD-ROM                                               | CD-ROM eller bedre                           |
| Enheder                   | Tastatur og mus                                      | Tastatur og mus                              |
| Andet                     | Lydkort, højttalere, og hovedtelefoner               | Lydkort, højttalere, og hovedtelefoner       |

Oven i Windows XP's systemkrav kræver Service Pack 2 endnu 1.8 GB ledig plads på harddisken ved installation.

## Service Packs og Support
Microsoft udgiver en gang imellem såkaldte Service Packs til deres Windows operativsystemer for at rette fejl og tilføje nye funktioner.

### Windows XP RTM
Support til Windows XP uden service pack (RTM) ophørte d. 30. september 2004.

### Service Pack 1
Service Pack 1 (SP1) til Windows XP blev udgivet d. 9. september 2002. Den indeholder sikkerhedsopdateringer og rettelser fra RTM, kompatibilitets opdateringer, valgfri .NET Framework understøttelse, teknologi til nye enheder så som Tablet PC'er, og en ny Windows Messenger 4.7 version. Det mest bemærkelsesværdige var dog understøttelsen af USB 2.0 og en ny Angiv programadgang- og standarder menu, der bruges til at skjule forskellige programmer. Brugerne kan styre standard programmers aktivitet, som for eksempel browsing på nettet og instant messaging, samt skjule adgang til Microsofts medfølgende programmer. Dette redskab blev først indført i det ældre Windows 2000 operativsystem i dens Service Pack 3.
D. 3. februar 2003 genudgav Microsoft Service Pack 1 (SP1) som Service Pack 1a (SP1a). Denne udgave fjernede Microsofts Java virtual machine, som et resultat af nogle lovmæssige problemer med Sun Microsystems. 
Support af Windows XP Service Pack 1 og 1a sluttede d. 10. oktober 2006. Microsoft anbefaler brugere af Windows XP SP1 eller 1a, at opgradere til SP2 for at forøge sikkerheden af brugernes computere, og for stadig at kunne modtage opdateringer til Windows XP.

### Service Pack 2
Service Pack 2 (SP2) (kodenavn: "Springboard") blev udgivet d. 6. august 2004 efter flere forsinkelser, med specielt henblik på sikkerhed. Til forskel fra de forrige service packs tilføjer SP2 nye funktioner til Windows XP, hvilket blandt andet inkluderer en forbedret firewall, forbedret understøttelse af Wi-Fi med en opsætningsguide, en pop-up blocker til Internet Explorer, og understøttelse af Bluetooth. Sikkerhedsforbedringerne består af en større ændring af den indbyggede firewall, som blev omnavngivet til Windows Firewall og automatisk er tændt, avanceret beskyttelse af hukommelsen der tager brug af den NX bit der er indbygget i mange nyere processorer for at stoppe visser buffer relaterede problemer, og fjernelse af understøttelse af raw socket (hvilket skulle formindske skader forsaget af "zombie" maskiner: Inficerede computere der kan bruges til at skade andre computere). Derudover blev der lavet sikkerhedsforbedringer til både e-mail og browsing på nettet. Windows XP Service Pack 2 indeholder Windows Security Center, som giver en generel oversigt over sikkerheden på ens computer, så som status for ens antivirus-program, Windows Update, og den nye Windows Firewall. Tredjeparts antivirus og firewall programmer kan også genkendes af Windows Security Center.
D. 10 august, 2007 annoncerede Microsoft en mindre opdatering af Service Pack 2, kaldet Service Pack 2c (SP2c). Denne opdatering rettede et problem med det mindskende antal af produktnøgler til Windows XP. Opdateringen er kun tilgængelig for system opsættere fra deres udgivere i Windows XP Professional og Windows XP Professional N operativsystemer. SP2c blev udgivet i september 2007.

### Service Pack 3
Udgivelsesdato første halvdel af 2008. Selvom Microsoft ikke har givet nogle officielle informationer om de nye funktions sæt, har et dokument på Microsofts hjemmeside givet ideer om, at Service Pack 3 vil indeholde bedre understøttelse af rigtig "per-bruger" programinstallation. En anden hjemmeside foreslår forbedringer af håndtering af listen med "skjulte" trådløse netværk. Derudover vil denne service pack umiddelbart kun være en samling af sikkerheds- og pålidelighedsopdateringer.
Microsoft er begyndt at betateste Service Pack 3. Selvom det kun er inviterede testere der kan deltage i betatesten, er testprogrammet sivet ud til offentligheden via P2P netværk. Ifølge en fil der blev udgivet med det officielle beta, og videresendt på Internettet, er der i alt 1073 rettelser i SP3.

### Support
Mainstream support af Windows XP Service Pack 3 vil slutte d. 14. april 2009, fire år efter dens generelle tilgængelighed. Ifølge en tabel udgivet af Microsoft, vil firmaet stoppe licens af Windows XP til OEM og stoppe salget af operativsystemet d. 30. juni 2008, 17 måneder efter udgivelsen af Windows Vista.
D. 14. april 2009 startede "Forlængede Support" perioden, der varede i 5 år indtil d. 8. april 2014. Første generation af Windows XP (uden Service Pack 2) har ikke længere support; Microsoft stoppede support af Windows XP RTM d. 30. september 2004, og Windows XP Service Pack 1 og 1a d. 10. oktober 2006.

## Produktaktivering
For mange brugere blev Windows XP den første oplevelse af produktaktivering. Produktaktiveringen blev indført for at vanskeliggøre/hindre piratkopiering.
Informationen som bliver overført til Microsoft er en kryptografisk hash med disse værdier:
- Landet Windows er blevet installeret i (f.eks. Danmark)
- Serienummer brugt til at installere Windows XP
- Skærmadapter-navn
- SCSI-adapter-navn
- IDE-adapter-navn
- Netværksadapterens MAC-adresse
- RAM-mængde (f.eks. 64MB, 128MB)
- Processortype
- Processorens serienummer (hvis mulig)
- Harddisktype
- Harddiskens serienummer
- CD-ROM/CD-RW/DVD-ROM/DVD-RW-identifikation

### Generelt
- Microsoft Windows XP Hjemmeside

### Service Pack 2
- Windows XP Service Pack 2
- Download – Windows XP Service Pack 2 fra Windows Update for Home brugere Arkiveret 11. september 2007 hos  Wayback Machine
- Download – Netværksinstallationspakke til Windows XP Service Pack 2 til it-teknikere og udviklere
- Bestil Windows XP Service Pack 2 på CD (Eng)
- Support – Windows XP Service Pack 2 Support side for Home brugere
- Support – Windows XP Service Pack 2 Support side for it-fagfolk